# Laura Main
Laura Main (født 8. marts 1981 i Aberdeen) er en skotsk sanger og skuespiller, kendt for sin rolle som søster Bernadette og senere Shelagh Turner i BBC1s dramaserie Jordemoderen.

## Filmografi
| År           | Film/TV                                 | Rolle                            | Noter                                        |
| ------------ | --------------------------------------- | -------------------------------- | -------------------------------------------- |
| 2002         | Is Harry on the Boat?                   | Rival Club Rep                   | TV series                                    |
| 2003         | The Forsyte Saga: To Let                | Mary McKenzie                    | TV mini-series (1 episode)                   |
| 2003         | Trevor's World of Sport                 | nurse                            | TV series                                    |
| 2004         | Monarch of the Glen                     | Jaynie Cresswell                 | TV series (1 episode: #6.4)                  |
| 2004         | Murder City                             | DC Alison Bain                   | TV series (10 episodes, 2004-2006)           |
| 2007         | Holby City                              | Julia Mason                      | TV series (1 episode: After the Fall)        |
| 2010         | The Invisible Atomic Monsters from Mars | Beth                             |                                              |
| 2010         | Rob and Valentyna in Scotland           | Waitress in Pub                  | short                                        |
| 2011         | Holby City                              | Diedre Hunter                    | TV series (1 episode: What You mean by Home) |
| 2011         | Doctors                                 | Amanda Luckhurst                 | TV series (1 episode: Lasso the Moon)        |
| 2012–present | Jordmoderen                             | Sister Bernadette/Shelagh Turner | TV series (15 episodes)                      |
| 2014         | Father Brown                            | Dorothy Underwood                | TV series (1 episode: The Maddest of All)    |